# Nectarinia tacazze
Nectarinia tacazze е вид птица от семейство Нектарникови (Nectariniidae).

## Разпространение
Видът е разпространен в Еритрея, Етиопия, Кения, Судан, Танзания, Уганда и Южен Судан.